# Thingplatz (Herchen)

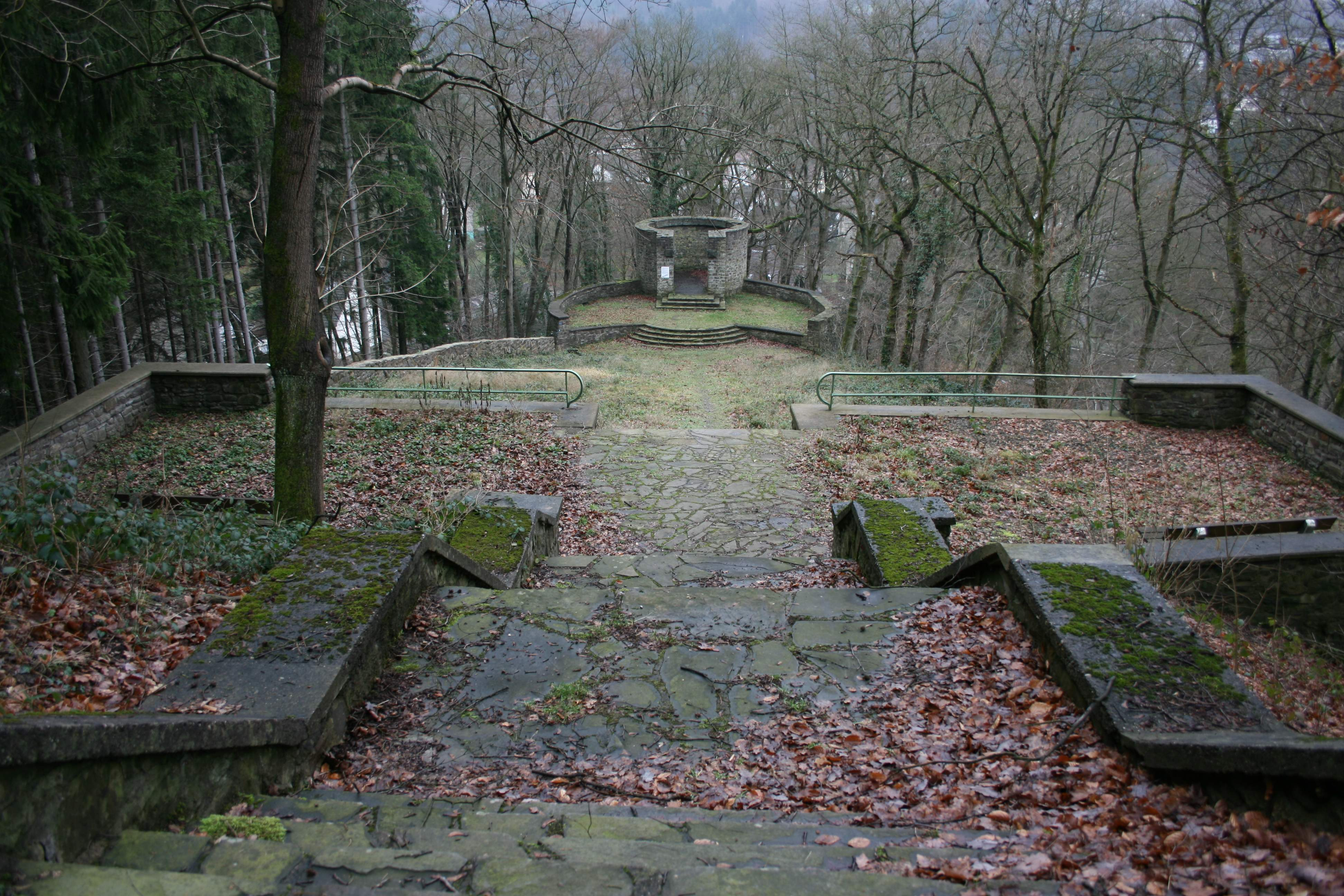
Der Thingplatz

Die Thingstätte in Windeck-Herchen ist seit 1986 eingetragenes Baudenkmal. Der auf einem Bergsporn über dem Dorf errichtete Thingplatz wurde 1934 errichtet und entspricht dem großflächigen nationalsozialistischen Baustil. 
Das in Form einer Rotunde ausgeführte nationalsozialistisches Ehrenmal zum Andenken an die Gefallenen des Ersten Weltkrieges enthält bis heute die Inschrift „Geboren als Deutscher – Gelebt als Kämpfer – Gefallen als Held – Auferstanden als Volk“ lesen; die früher darunter angebrachten Tafeln mit den Namen der Gefallenen sind nicht mehr vorhanden.
Auf der Rückseite des Ehrenmals befindet sich verdeckt, ein historisches Hakenkreuz, welches bis heute nicht entfernt wurde. Entlang des Bergrückens sind die ehemaligen Zuschauerreihen auf die Rotunde ausgerichtet. 
In der Zeit des Nationalsozialismus fanden nach einer großen Einweihungsfeier auch am 1. Mai und an Hitlers Geburtstag Partei- und Schulveranstaltungen auf dem Thingplatz statt. In Verbindung mit dem Bau steht der vormals am örtlichen Pädagogikum (heute Bodelschwingh-Gymnasium) tätige damalige Reichsführer der Deutschen Arbeitsfront Robert Ley.